# Земгальское предместье

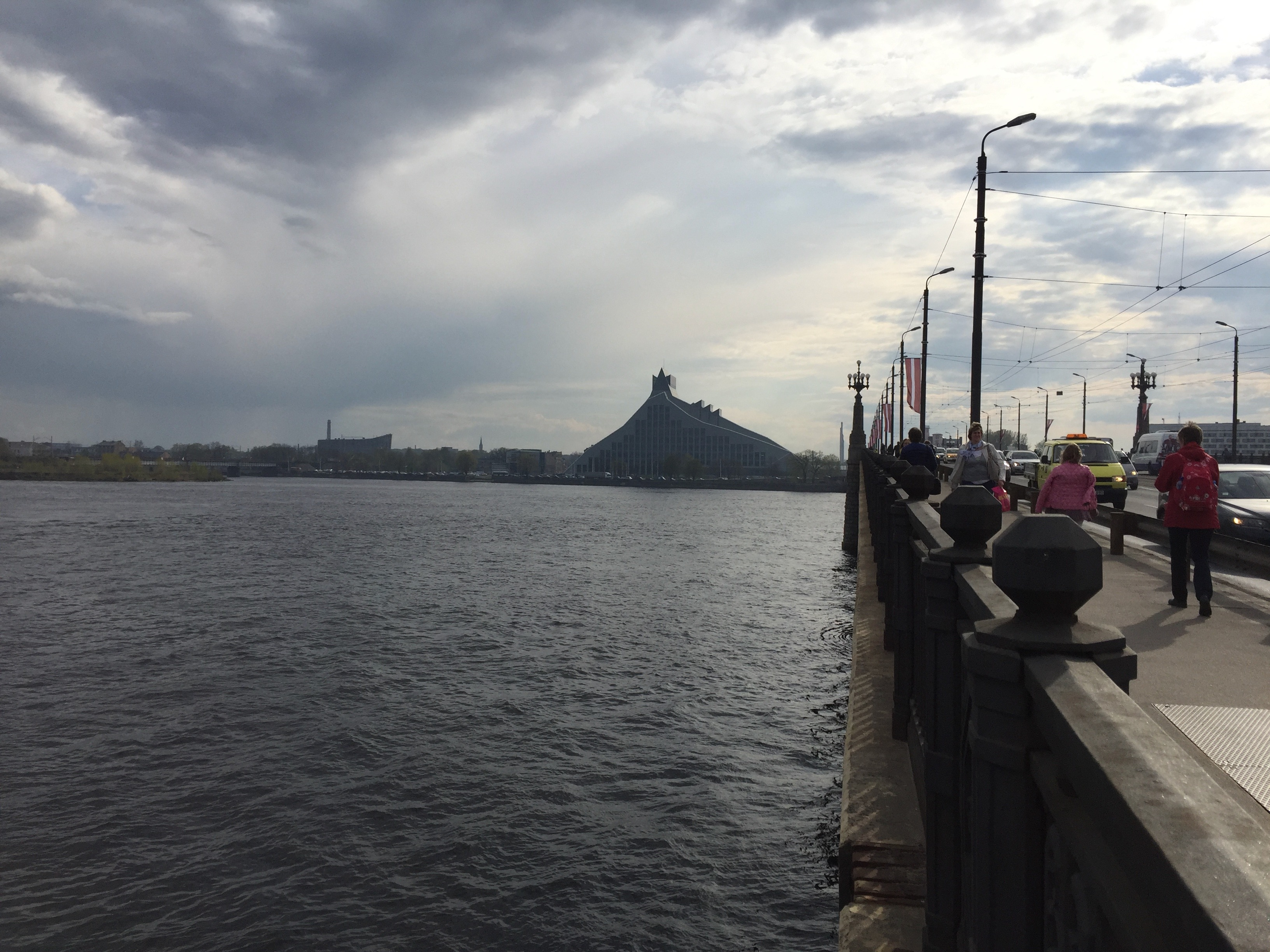
Земгальское предместье

Зе́мгальское предместье (латыш. Zemgales priekšpilsēta, до 1991 года — Ленинский район, ранее Митавское / Елгавское предместье) — один из шести административных районов Риги.
Занимает юго-западную часть города. Граница с другим левобережным районом — Курземским — проходит по улицам: бульвар Узварас, Ранькя дамбис, бульвар Александра Грина, улица Слокас, улица Калнциема, железнодорожная линия на Юрмалу.
Активно развивается со второй половины XIX века. В застройке сохранилась архитектура типичного рабочего района начала XX века.

## Микрорайоны
- Агенскалнс (частично в Курземском районе)
- Атгазене
- Бебербеки
- Биерини
- Бишумуйжа
- Зиепниеккалнс
- Золитуде
- Катлакалнс
- Мукупурвс
- Плескодале
- Салас (частично: только остров Луцавсала)
- Торнякалнс
- Шампетерис

## Достопримечательности
- Усадьба Бишумуйжа
- Агенскалнский рынок и телебашня
- Здание Латвийской Национальной библиотеки («Замок света»)